# Юрисдикция
Юрисдикцията (на латински: jurisdictio – съдопроизводство, от ius – право и dico – говоря) е правната сфера с определени правомощия на орган/ите на централната власт и/или местното самоуправление. Юрисдикцията се подразделя на съдебна (подсъдност) и административна (подведомственост).
Понятието има две значения:
1. В рамките на суверенитета – установена по силата на правните норми на Конституцията и закона съвкупност от правомощия на държавни и/или местни органи на власт, за да осъществяват своите функции правоприлагайки, включително да правораздават, решавайки правни спорове чрез образуването на дела за правонарушения.
2. В международното публично право – упражняване на суверенитета.